# Procynosuchus
Procynosuchus is een monotypisch geslacht van uitgestorven Cynodontia, dat leefde in het Laat-Perm (260-251 miljoen jaar geleden) in Europa en Afrika. Procynosuchus was een van de eerste Cynodontia, en had nog veel primitieve kenmerken. De naam betekent letterlijk  'voorloper van de hondkrokodil'.

## Beschrijving
Procynosuchus had een lengte van 60 tot 70 cm. Het dier was aangepast aan het leven in het water. De staart en het achterste deel van het lichaam waren flexibel en daardoor in staat heen en weer te bewegen. De wervels van de staart waren zijdelings afgeplat en de poten van Procynosuchus waren peddelvormig.

## Leefwijze
Vermoedelijk had dit dier een leefwijze die te vergelijken is met die van de hedendaagse otters. Kleinere amfibieën en reptielen zullen ten prooi zijn gevallen aan Procynosuchus.

## Vondsten
Mogelijk had Procynosuchus een min of meer mondiale verspreiding op het supercontinent Pangea. Fossielen van Procynosuchus zijn gevonden in drie zones van de Beaufortgroep in het Zuid-Afrikaanse Karoobekken en het is hiermee de langst levende cynodontensoort uit het Karoobekken. Procynosuchus is vooral bekend uit de Dicynodon Assemblage Zone, waarin fossielen zijn gevonden van de basis tot de top van de zone. Later werden ook vondsten gedaan in het bovenste gedeelte van de onderliggende Cistecephalus Assemblage Zone, gevolgd door een schedel uit de Tropidostoma Assemblage Zone. De laatste vondst maakte Procynosuchus een tijdgenoot van Charassognathus, de basaalste cynodont. Verder zijn fossielen gevonden in Afrikaanse formaties van vergelijkbare ouderdom als de Dicynodon Assemblage Zone: de Madumabisa Mudstones Formation in de vallei van de rivier de Luangwa in Zambia en de Usili-formatie in het Ruhuhubekken in Tanzania. In 1988 werd de eerste vondst buiten Afrika beschreven, uit de Korbacher Spalte in de Duitse deelstaat Hessen. Dit was de eerste vondst van een therapside uit het Perm die niet in Rusland of Afrika ten zuiden van de Sahara was gedaan. In 2004 werd de vondst van een fossiel van Procynosuchus uit Rusland beschreven.

## Naamgeving
De naam Procynosuchus delaharpeae werd in 1937 door de Zuid-Afrikaanse paleontoloog Robert Broom gegeven aan een soort waarvan resten werden opgegraven in de Beaufortgroep van de Karoo, in Zuid-Afrika. Het holotype is OUMNH TSK354 RC 5 en bevindt zich in het Oxford University Museum of Natural History. Eerder had Broom resten van een bovenkaak van een vergelijkbare soort gevonden, en daaraan, in 1931, de naam Cyrbasiodon boycei gegeven. In de vallei van de rivier de Ruhuhu in het zuidwesten van het toenmalige Tanganyika was in 1930 door G.M. Stockley een gedeeltelijke schedel gevonden die ook werd toegeschreven aan een vroege vertegenwoordiger van de Cynodontia. Deze soort had in 1936 van F.R. Parrington de naam Parathrinaxodon proops gekregen. Het holotype is UMZC T.819 en bevindt zich in de collectie van Cambridge University in Engeland. In 1972 bepaalden James Hopson en James William Kitching dat deze drie namen synoniemen waren voor dezelfde soort. Volgens artikel 23.1 van de ICZN zou de oudste naam, in dit geval Cyrbasiodon, dan de geldige naam zijn. Omdat de oudere namen Cyrbasiodon en Parathrinaxodon na de publicatie in onbruik waren geraakt en de naam Procynosuchus in de literatuur wijdverbreid was, stelden Kammerer en Abdala in 2009 in Case 3431 voor om de veelgebruikte naam te conserveren. In 2010 besliste de International Commission on Zoological Nomenclature in Opinion 2264 dat de naam Procynosuchus geconserveerd moest worden ten koste van Cyrbasiodon en Parathrinaxodon. Dat betekent dat die oudere namen ongeldig zijn zolang ze beschouwd worden als synoniemen voor Procynosuchus.